# Bronisławy (gmina Rybno)
Bronisławy – wieś w Polsce położona w województwie mazowieckim, w powiecie sochaczewskim, w gminie Rybno. Ma status sołectwa.
W latach 1975–1998 miejscowość należała administracyjnie do województwa skierniewickiego.
Sołectwo 31 grudnia 2013 roku liczyło 77 mieszkańców.
W Bronisławach znajduje się pomnik ku czci poległym w II wojnie światowej. Jest również krzyż poległym żołnierzom na który widnieją imiona i nazwiska oraz wiek poległych. Bronisławy graniczą z Erminowem i Konstantynowem.